# Майминас, Ефрем Залманович
Ефрем Залманович Майминас (18 июня 1932, Каунас — 4 октября 2000) — российский экономист.

## Биография
В 1941—1944 с матерью и сестрой жил в Пензе.
Окончил экономический факультет Вильнюсского государственного университета (ВГУ) по специальности «политическая экономия» в 1953 году.
1953—1956 — аспирант кафедры политической экономии ВГУ. 1956—1965 — преподаватель ВГУ. Кандидат экономических наук (1958, ВГУ).
С 1965 преподавал в МГУ. Доктор экономических наук (1967, МГУ, диссертация «Процессы планирования в экономике (Информационный аспект)»). В 1968—1988 гг. руководитель научного семинара «Процессы принятия решений» на экономическом факультете МГУ.
В 1970—1985 гг. заведующий лабораторией систем принятия решений в ЦЭМИ АН СССР.
1990 — первая премия в конкурсе, организованном Межрегиональной депутатской группой на лучший проект концепции Союзного договора. Представлены концепция и текст договора. Впервые опубликованы в парижской газете «Русская мысль» 31 августа, затем — в советских изданиях.
Разработал концепцию социально-экономического генотипа.
Похоронен в Москве на Донском кладбище.

## Научные труды
Является автором свыше 200 научных работ.
- монография «Процессы планирования в экономике: информационный аспект» (1967, 1971)
- Кобринский Н. Е., Майминас Е. З., Смирнов А. Д. Введение в экономическую кибернетику. Учебное пособие. — М.: Экономика, 1975. — 344 с.
- «Решения: теория, информация, моделирование» (1981, в соавт.)
- Кобринский Н. Е., Майминас Е. З., Смирнов А. Д. Экономическая кибернетика. Учебник для вузов. — М.: Экономика, 1982.
- Майминас Е. З. Российский социально-экономический генотип // Вопросы экономики. 1996. № 9. C. 131—132.
- мемуары — «Анкета» (2000).